# Camerata Nicopensis
Camerata Nicopensis är en kammarkör från Nyköping som specialiserat sig på framförande av tidig musik enligt äldre uppförandepraxis. Dirigent och konstnärlig ledare sedan 1998 är Ulf Söderberg.